# 亚历山大·什奇格沃
亚历山大·马雷克·什奇格沃（波蘭語：Aleksander Marek Szczygło，發音：[alɛˈksandɛr ˈʂt͡ʂɨɡwɔ] ⓘ；1963年10月27日—2010年4月10日），波兰政治人物，法律与公正党党员。2001年他被选为波兰下议院议员，并于2005年连任。2007年2月7日至2007年11月16日间，他是雅罗斯瓦夫·卡钦斯基内阁的国防部长。2009年1月15日，他开始担任波兰国家安全局局长。
2010年4月1日，在前往俄罗斯参加卡廷惨案70周年纪念时，因乘坐的图-154飞机失事而遇难。